# Ferrailleurs des mers
Ferrailleurs des mers (titre original : Ship Breaker) est un roman de science-fiction de l'écrivain américain Paolo Bacigalupi publié en 2010 puis traduit en français en 2013. Cet ouvrage a obtenu le prix Locus du meilleur roman pour jeunes adultes 2011 ainsi que le prix Michael L. Printz 2011.

## Résumé
Nailer est un jeune adolescent, devant travailler chaque jour à la récupération de matériaux dans de vieux pétroliers à l'abandon afin de subvenir à ses besoins. Son père, la seule famille qui lui reste, est le plus souvent très violent avec lui et ne s'en occupe pas le moins du monde. Avec son amie Pima, avec qui il travaille quotidiennement, Nailer découvre un voilier échoué. À l'intérieur se trouvent de nombreuses richesses qui leur permettraient de changer immédiatement de vie... ainsi qu'une jeune adolescente qu'ils prennent pour morte au premier abord. Sur le point de récupérer les bijoux dont elle est couverte, ils s'aperçoivent alors de leur erreur. Pima est d'avis de la tuer pour s'emparer du bateau et de tout ce qu'il contient mais Nailer réussit à la convaincre de l'épargner et de la soigner. Peu après, le voilier est découvert par le père de Nailer et ses associés. Pima, Nailer et la jeune fille prénommée Nita parviennent à leur échapper en compagnie d'un mi-bête nommé Tool puis à attraper un train en marche afin de partir à la recherche des amis de Nita.

## Accueil
- Science et Vie Junior : « Une aventure maritime palpitante, pleine de tempêtes et de pirates, dans un avenir effroyablement réaliste. »[3].

## Éditions
- Ship Breaker, Little, Brown and Company, 1er mai 2010, 326 p.  (ISBN 978-0-316-05621-2)
- Ferrailleurs des mers, Au diable vauvert, 19 avril 2013, trad. Sara Doke, 395 p.  (ISBN 978-2-84626-504-1)
- Ferrailleurs des mers, J'ai lu, coll. « Science-fiction » no 10819, 27 août 2014, trad. Sara Doke, 312 p.  (ISBN 978-2-290-08576-9)
- Ferrailleurs des mers, in volume Trilogie des Cités englouties, Au diable vauvert, 5 mai 2022, trad. Sara Doke, 944 p.  (ISBN 979-10-307-0527-0)